# 9299 Vinceteri
9299 Vinceteri este un asteroid din centura principală de asteroizi.

## Descriere
9299 Vinceteri este un asteroid din centura principală de asteroizi. A fost descoperit pe 13 mai 1985 la Observatorul Palomar de Carolyn S. Shoemaker și Eugene M. Shoemaker. Asteroidul prezintă o orbită caracterizată de o semiaxă mare de 2,54 ua, o excentricitate de 0,16 și o înclinație de 4,9° în raport cu ecliptica.